# Blackadore Caye
Blackadore Caye ist eine Insel vor der Küste von Belize. Sie gehört zum Belize District. Die Insel ist in Privatbesitz.

## Geographie
Blackadore Caye gehört zu den etwa 450 Inseln des Belize Barrier Reefs. Sie liegt westlich von Ambergris Caye. Die 0,4 km² große Insel hat eine eher ungewöhnliche Form: Sie ist ca. 3,5 km lang, aber an der breitesten Stelle nur 190 m breit. Auf Seekarten des 17. Jahrhunderts ist die Insel als Cayo Sumba verzeichnet und wird im Spanischen auch heute noch so bezeichnet.

## Geschichte
Älteste Hinweise auf Besiedelung sind einige Flaschenböden, die auf der Insel gefunden und auf etwa 1650 datiert wurden.

### Neuere Geschichte
2005 wurde Blackadore Caye für 1,75 Mio. US-Dollar von Jeff Gram, Eigentümer von Cayo Espanto, und Leonardo DiCaprio erworben, die dort zusammen mit der Four Seasons-Hotelkette ein Resort errichten wollten. DiCaprio hatte die Insel 2004 während eines Tauchurlaubs auf Cayo Espanto entdeckt. 2015 schlossen Gram und DiCaprio einen Vertrag mit der US-amerikanischen Immobilienfirma Delos ab, der die Eröffnung eines Resorts mit möglichst ökologischer Ausrichtung für 2018 vorsah. Nach einigen Verzögerungen war eine Eröffnung für 2019 geplant. Mitte 2020 war noch keine Eröffnung erfolgt. In Planung befanden sich zu dieser Zeit ein Hotel, 36 Bungalows und 36 Villen. Nach Protesten lokaler Umweltschutzgruppen und internationaler Fischereilobbyisten, die darauf hinwiesen, dass die Einnahmen aus Fliegenfischen-Touren für Touristen die prognostizierten Einnahmen aus dem Resortbetrieb übersteigen, kündigten Gram und DiCaprio eine Überarbeitung ihres Konzepts an und veranschlagten die Fertigstellung auf frühestens 2027.